# Tyler Fitzgerald
Tyler Fitzgerald (Springfield, Illinois, 15 de septiembre de 1997) es un jugador profesional estadounidense de béisbol que se desempeña en la posición de campocorto en San Francisco Giants, equipo de las Grandes Ligas de Béisbol (MLB).

## Carrera
Fue seleccionado en la cuarta ronda en el Draft de la MLB de 2019. En 2023 hizo su debut profesional con el equipo San Francisco Giants, donde lleva jugando una temporada.